# 안타라 비스와스
안타라 비스와스(힌디어: अंतरा बिस्वास, 1982년 11월 21일 ~ )는 인도의 배우로, 활동명은 모나리자(Mona Lisa)이다.

## 참여 작품
- 번티 아우어 바브리